# Salticoidus kaddumiorum
Genre
Espèce
Salticoidus kaddumiorum, unique représentant du genre Salticoidus, est une espèce éteinte d'araignées aranéomorphes de la famille des Salticoididae.

## Distribution
Cette espèce a été découverte dans de l'ambre de Jordanie. Elle date du Crétacé.

## Publication originale
- (en) Wunderlich, 2008 : The dominance of ancient spider families of the Araneae: Haplogyne in the Cretaceous, and the late diversification of advanced ecribellate spiders of the Entelegynae after the Cretaceous–Tertiary boundary extinction events, with descriptions of new families. Beiträge zur Araneologie, vol. 5, p. 524–675.